# Samadera
Samadera es un género con varias especies de plantas  perteneciente a la familia Simaroubaceae.

## Especies seleccionadas
- Samadera baileyana Oliv.
- Samadera bidwillii Oliv.
- Samadera brevipetala Scheff.
- Samadera glandulifera C.Presl
- Samadera indica